# جون لسلي
السير جون لسلي (10 أبريل 1766 ـ 3 نوفمبر 1832) هو عالم رياضيات وفيزيائي اسكتلندي عرف بأبحاثه حول الحرارة.
وصف لسلي الخاصية الشعرية لأول مرة سنة 1802، وتمكن سنة 1810 من تجميد الماء باستخدام مضخة هواء، وكان ذلك هو أول عملية تجميد اصطناعي.
حصل لسلي على وسام رمفورد من الجمعية الملكية بلندن سنة 1804 عن بحث نشره في نفس العام تحت عنوان «بحث تجريبي في طبيعة وخواص الحرارة» (بالإنجليزية: Experimental Inquiry into the Nature and Properties of Heat)‏ ـ

## روابط خارجية
- جون لسلي على موقع الموسوعة البريطانية (الإنجليزية)